# Hydaticus daemeli
Hydaticus daemeli är en skalbaggsart som beskrevs av Wehncke 1876. Hydaticus daemeli ingår i släktet Hydaticus och familjen dykare. Inga underarter finns listade i Catalogue of Life.